# Fucaceae

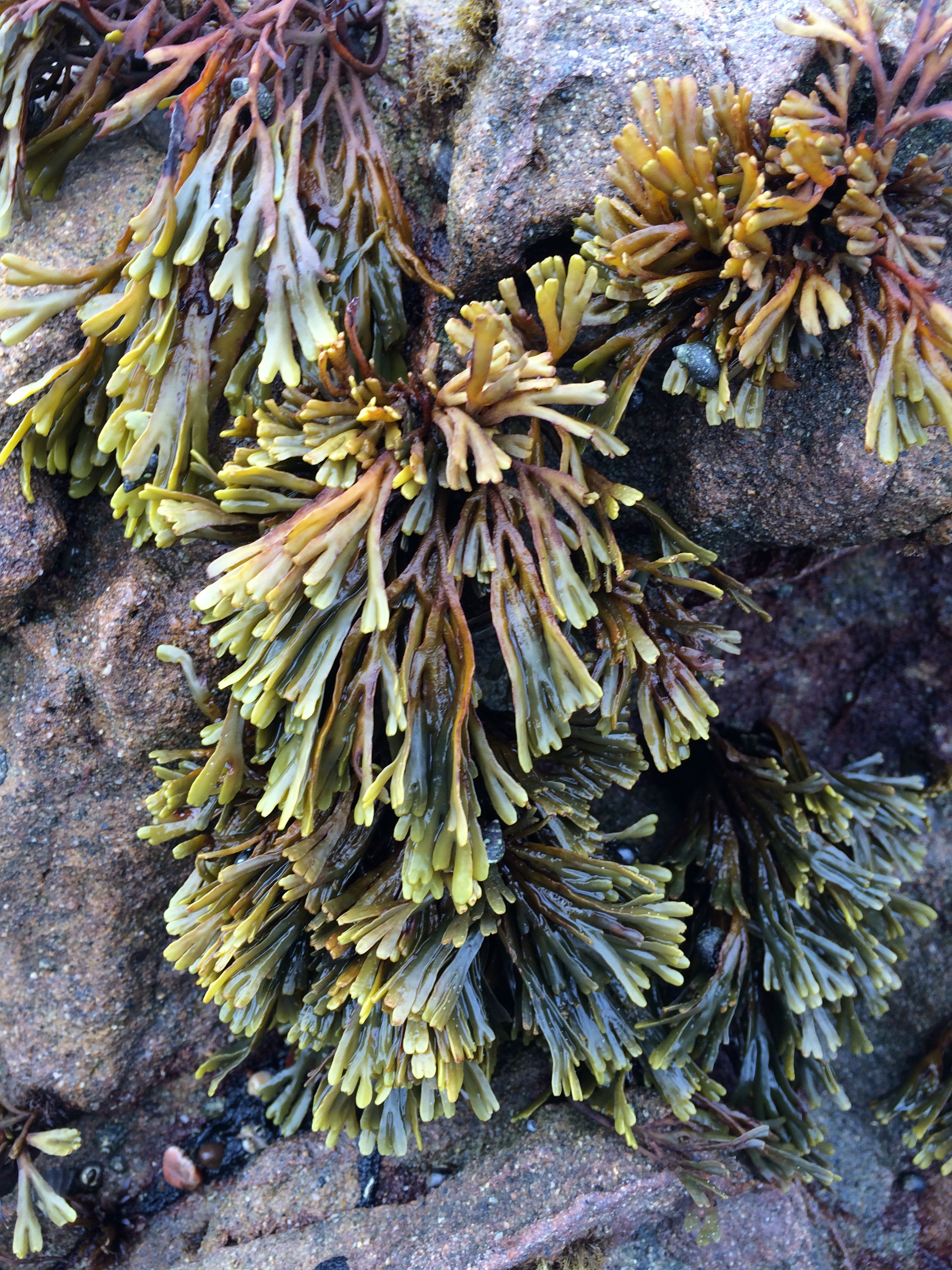
Pelvetiopsis limitata, Moonstone, Cambria, CA.

Fucaceae é uma família de algas castanhas. Inclui sete géneros, o mais notável dos quais é Fucus, que agrupa várias macroalgas comuns.

## Taxonomia
A família Fucaceae contém os seguintes géneros:
- Ascophyllum Stackhouse — 1 espécie
- Fucus L. – 15 espécies
- Hesperophycus Setchell & Gardner – 1 espécie
- Pelvetia Decne. & Thur. – 1 espécie
- Pelvetiopsis N.L.Gardner – 2 espécies
- Silvetia E.Serrão, T.O.Cho, S.M.Boo & S.H.Brawley – 3 espécies